# Richard de Blois
Richard Ier de Blois, mort en 969, est un prélat français du Xe siècle, archevêque de Bourges.

## Biographie
Richard est le fils du vicomte Thibaud l'Ancien et de Richilde, il est le frère du comte Thibaud Ier de Blois.
Il est archevêque de Bourges en 955. Lorsque Richard meurt en 969, son neveu Hugues lui succède.